# Dixie Willis
Dixie Isabel Willis, née le 13 décembre 1941, est une athlète australienne.
Aux Jeux olympiques d'été de 1960 à Rome, elle a établi un nouveau record olympique avant d'abandonner en finale. Quatre ans plus tard, elle faisait partie des médaillées potentielles pour l'Australie, au même titre que Pam Kilborn ou encore Betty Cuthbert mais blessée, elle ne participa pas aux jeux de Tokyo.
Aux Jeux de l'Empire britannique et du Commonwealth de 1962, elle a remporté l'or sur le 880 yards, signant un nouveau record du monde sur cette distance en 2 min 02 s 0 – temps qui fut ramené à 2 min 01 s 2 pour réaliser une équivalence sur 800 m.

## Palmarès

### Jeux olympiques d'été
- Jeux olympiques d'été de 1960 à Rome ( Italie)
  - abandon en finale du 800 m
- Jeux olympiques d'été de 1964 à Tokyo ( Japon)
  - non-partante sur 800 m

### Jeux de l'Empire britannique et du Commonwealth
- Jeux de l'Empire britannique et du Commonwealth de 1962 à Perth ( Australie)
  -  Médaille d'or sur 880 y

## Records
- record du monde du 800 m en 2 min 01 s 2, le 3 mars 1962 à Perth (amélioration du record détenu par Lyudmila Shevtsova, sera battu par Ann Packer)
- record du monde du 880 y en 2 min 02 s 0, le 3 mars 1962 à Perth
- record olympique du 800 m en 2 min 05 s 9, le 6 septembre 1960 à Rome en série des Jeux olympiques d'été de 1960 (amélioration du record détenu par Lina Radke depuis les Jeux olympiques d'été de 1928, sera battu par Lyudmila Shevtsova le lendemain en finale)